# 野依八幡社
野依八幡社（のよりはちまんしゃ）は、愛知県豊橋市にある神社（八幡宮）。

## 由緒
当社は野依町の中央に位置する鬱蒼とした森林の中に鎮座する。境内には老樹が多くあり、その中でも社殿の前にあるシダレザクラは早春に満開となって境内を飾る。
祭神は誉田別尊で慶雲元年（704年）、豊前国宇佐神宮から勧請した。康和2年（1100年）には平忠朝が社殿を造営し神田数十町歩を寄附した。往時は野依五村（野依、高塚、伊古部、植田、佛餉）の氏神として近村の崇敬が厚かった。
永禄年中には神領百余石を所持し、秋祭り（旧8月15日）の神事は五村にて競馬及び的の神役を勤め、祈年祭（旧正月11日）には神前にて大般若の読経等も行われた。慶長6年徳川家より神領三石の寄進を受ける。幾多の変遷を経て明治の時代に野依町各地に奉祀されていた祭神を八幡宮境内に合祀した。境内には末社が八神ある。
現在、祈念祭は2月の第2日曜日、秋祭り（例祭）は10月の第2日曜日に盛大に行われている。特に神事は荘厳に取り行われており、神前競馬、裃着用の役人の的役、神前の神楽舞、寺院での大般若の転読修行などの神事がある。余興としては神前の振舞い酒（どぶろく）、投げ餅などが行われ、夜には手品、歌、抽選会などが開催される。氏子をあげて祭礼当日は宮参りをし、露天商も出て賑わう。
当社は神社庁主催の第6期神社振興対策指定神社（モデル神社）に指定され、平成3年3月20日、指定神社伝達式が行われた。

## 御祭神
- 誉田別尊
- 市杵嶋姫命
- 伊弉諾尊
- 気長足姫尊
- 事解男尊
- 伊弉冊尊
- 田心姫尊
- 速玉男命
- 菊理姫命
- 湍津姫尊
- 大己貴命
- 健御名方命

## 境内社
- 神名社 - 祭神：天照皇大神
- 御嶽社 - 祭神：天児屋根命、伊佐波登美命
- 稲荷社 - 祭神：宇迦之魂神、埴山姫命
- 春日社 - 祭神:武甕槌命、天児屋根命、栲幡千千姫命

## 境内

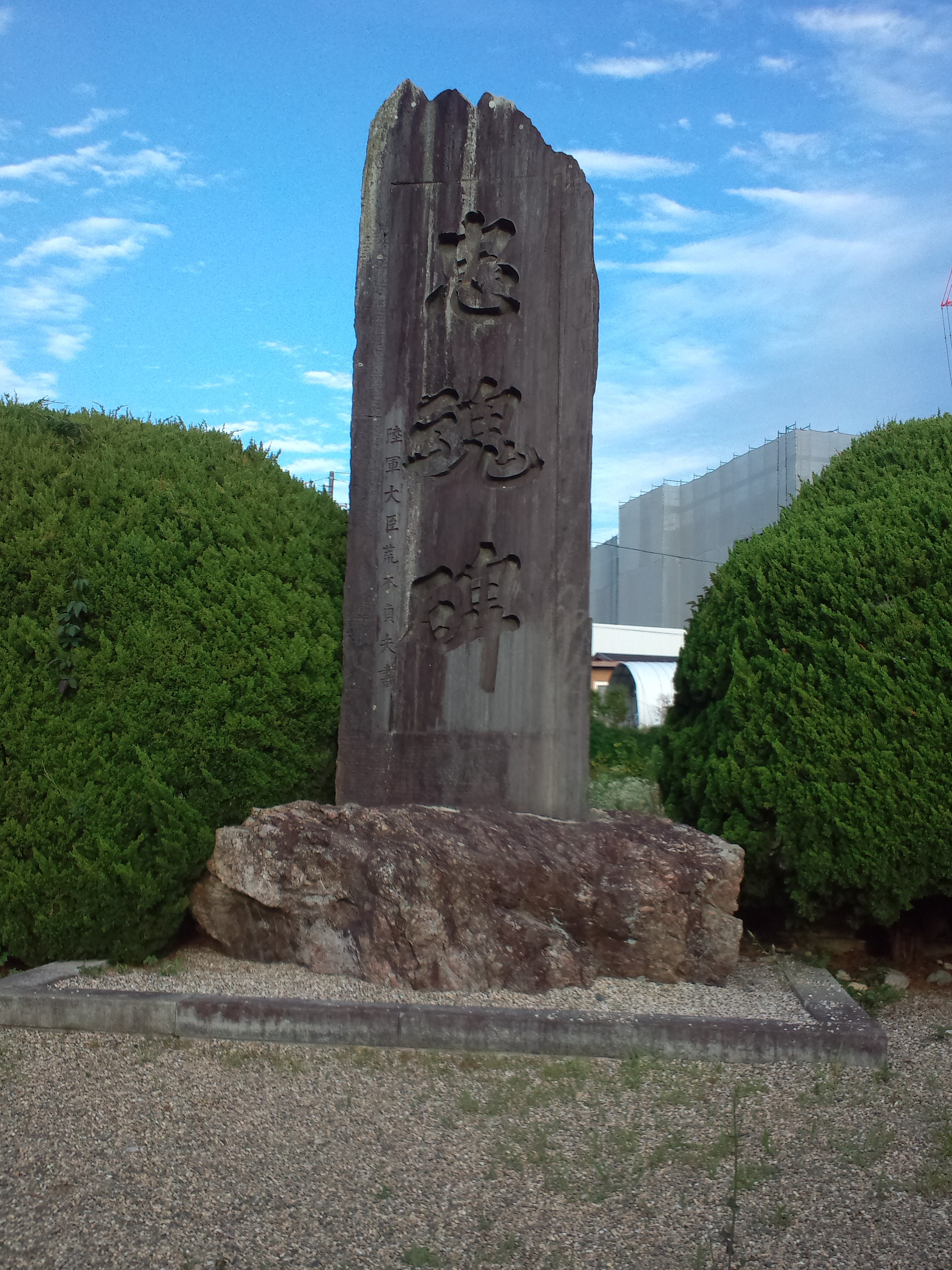
忠魂碑
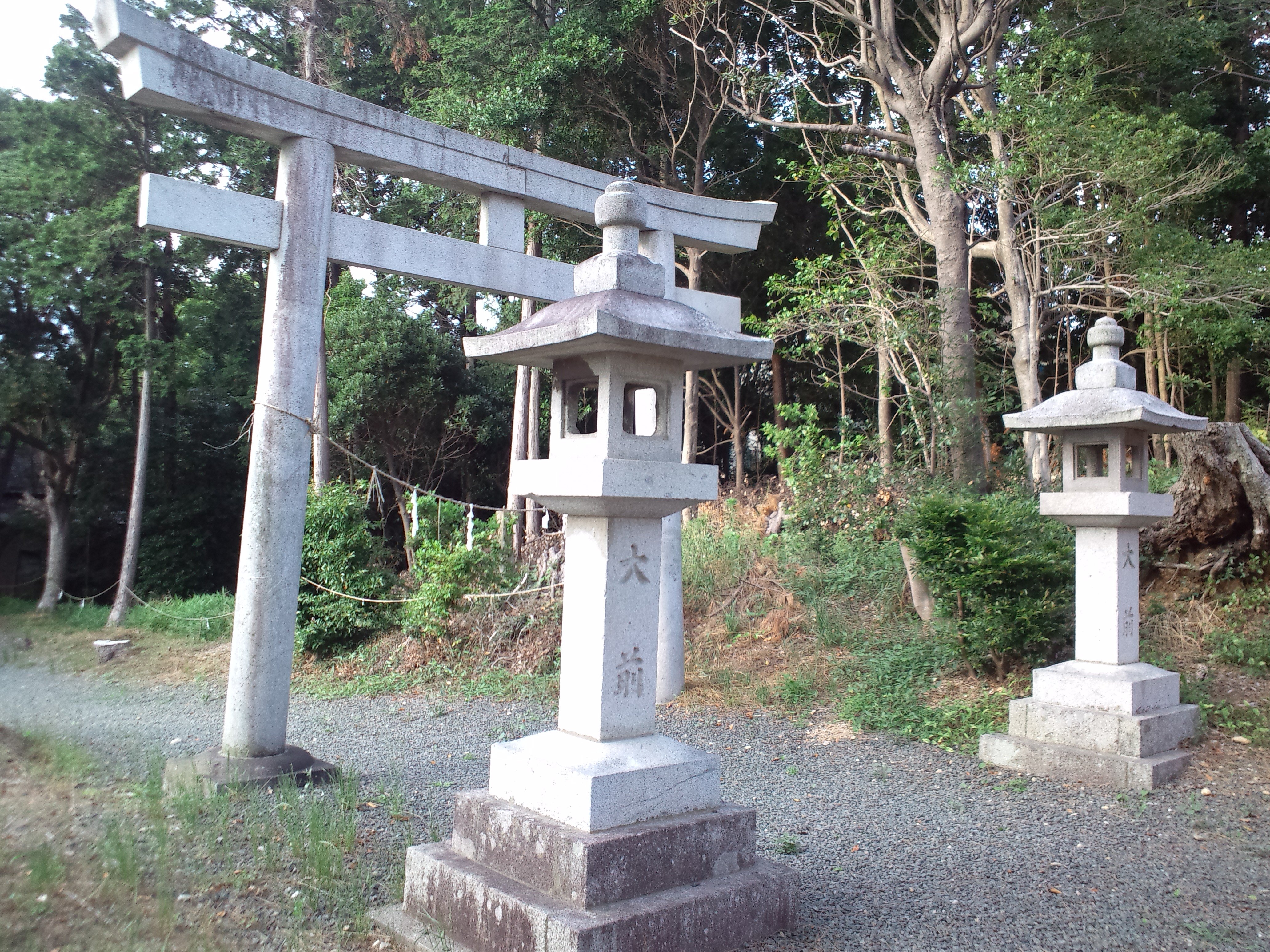
入口鳥居
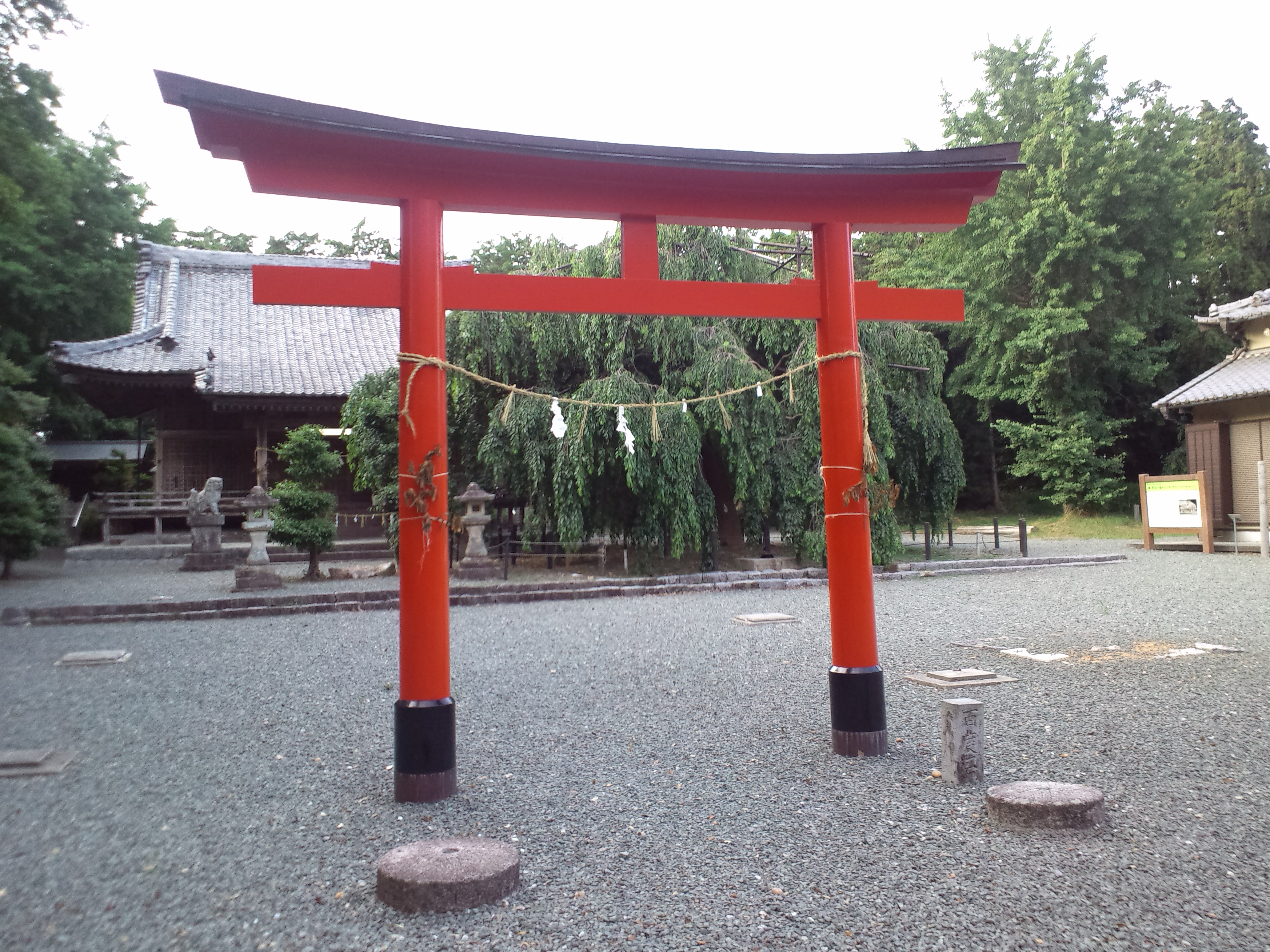
赤鳥居
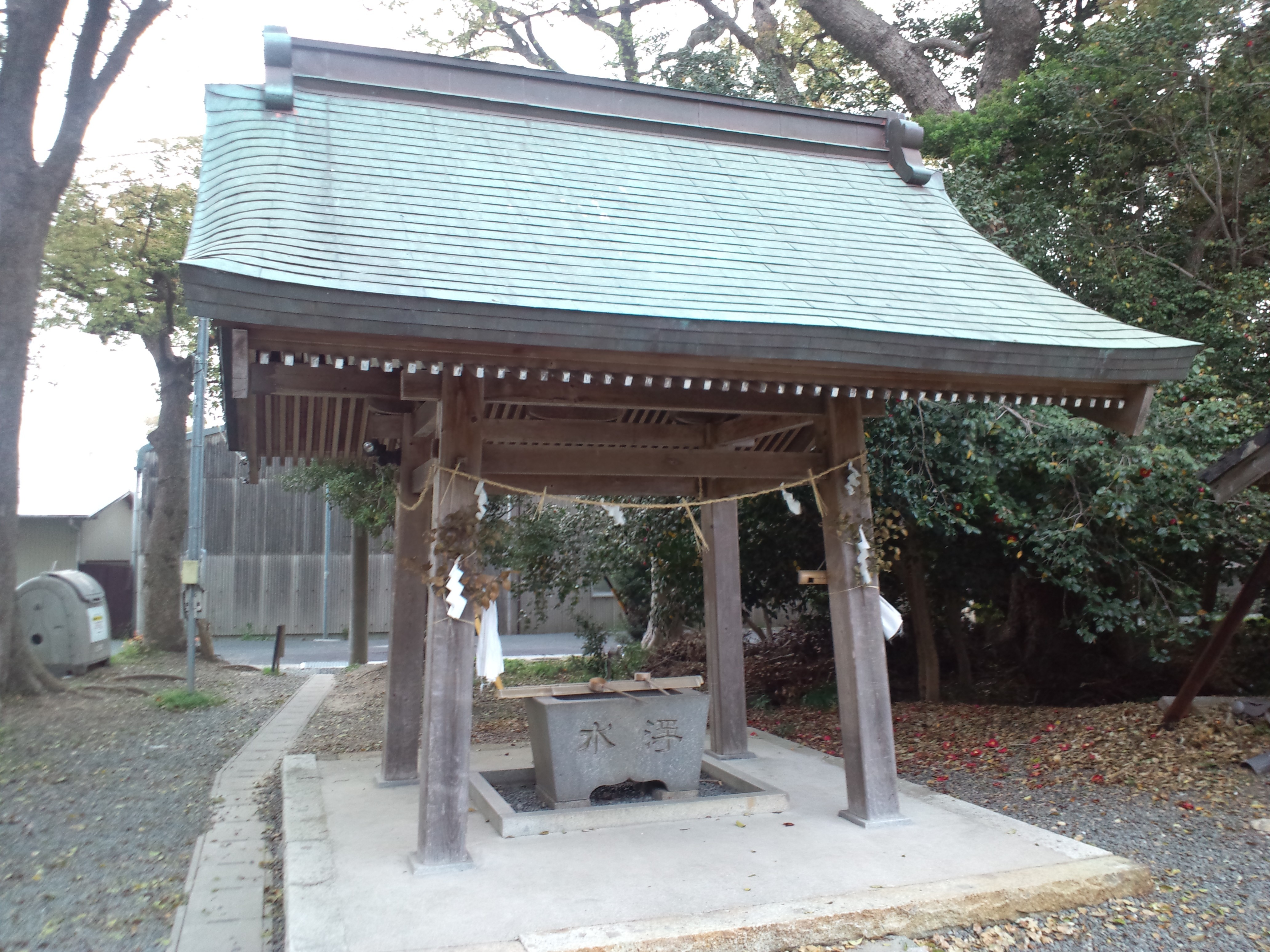
手水舎
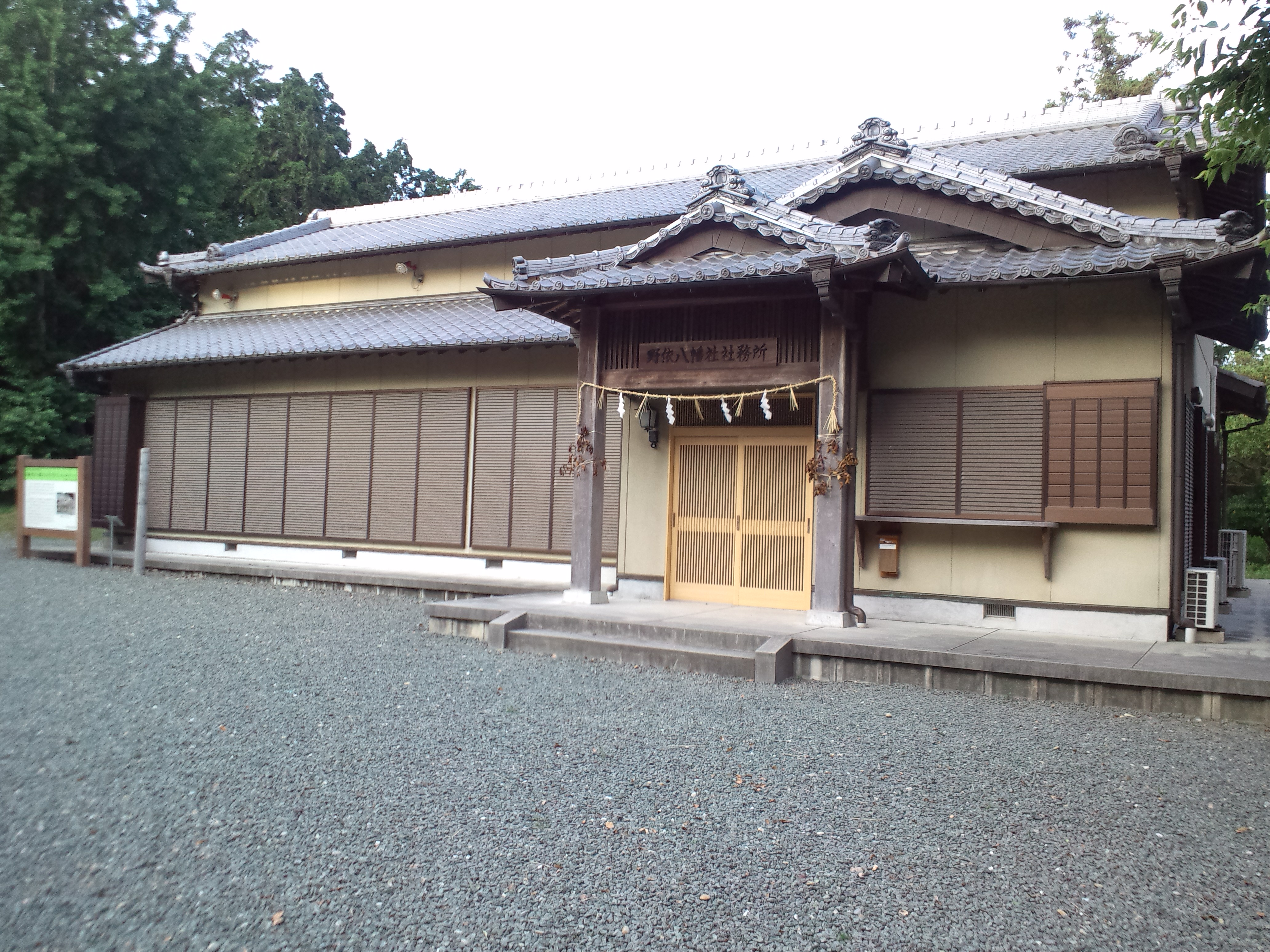
社務所